# Mistrovství světa v biatlonu 2009
Mistrovství světa v biatlonu 2009 bylo 43. ročníkem mistrovství světa v biatlonu. Konalo se v jihokorejském Pchjongčchangu od 13. února do 22. února 2009.

## Program závodů
Na programu šampionátu bylo celkem 11 závodů. Muži a ženy absolvovali sprinty, stíhací závody, vytrvalostní závody, závody s hromadným startem a štafety. Navíc také společně absolvovali závod smíšených štafet.
| Den | Datum     | Disciplína                                  | Začátek (UTC+9) | Začátek (SEČ) | Počet závodníků |
| --- | --------- | ------------------------------------------- | --------------- | ------------- | --------------- |
| So  | 14. února | Sprint na 7,5 km (ženy)                     | 16:45           | 8:45          | 110             |
| So  | 14. února | Sprint na 10 km (muži)                      | 19:15           | 11:15         | 123             |
| Ne  | 15. února | Stíhací závod na 10 km (ženy)               | 17:00           | 9:00          | 60              |
| Ne  | 15. února | Stíhací závod na 12,5 km (muži)             | 19:15           | 11:15         | 60              |
| Út  | 17. února | Vytrvalostní závod na 20 km (muži)          | 14:15           | 6:15          | 120             |
| St  | 18. února | Vytrvalostní závod na 15 km (ženy)          | 18:15           | 10:15         | 109             |
| Čt  | 19. února | Smíšená štafeta na 2 × 6 km + 2 × 7,5 km    | 18:00           | 10:00         | 20 týmů         |
| So  | 21. února | Závod s hromadným startem na 15 km (muži)   | 17:15           | 9:15          | 30              |
| So  | 21. února | Štafeta na 4 × 6 km (ženy)                  | 19:15           | 11:15         | 24 týmů         |
| Ne  | 22. února | Závod s hromadným startem na 12,5 km (ženy) | 17:00           | 9:00          | 30              |
| Ne  | 22. února | Štafeta na 4 × 7,5 km (muži)                | 19:15           | 11:15         | 26 týmů         |

## Sportovci
Šampionátu se zúčastnili závodníci ze 39 zemí. Celkem zde závodilo 250 sportovců, z toho 151 mužů a 99 žen.
| Země       | Muži | Ženy |
| ---------- | ---- | ---- |
| Austrálie  | 2    | 0    |
| Bělorusko  | 5    | 5    |
| Brazílie   | 1    | 0    |
| Bulharsko  | 4    | 4    |
| Chorvatsko | 1    | 4    |
| Česko      | 5    | 5    |
| Čína       | 4    | 6    |
| Estonsko   | 5    | 4    |
| Finsko     | 4    | 5    |
| Francie    | 5    | 5    |
| Grónsko    | 2    | 2    |
| Itálie     | 5    | 5    |
| Japonsko   | 4    | 4    |

| Země              | Muži | Ženy |
| ----------------- | ---- | ---- |
| Jižní Korea       | 4    | 4    |
| Kanada            | 4    | 4    |
| Kazachstán        | 5    | 5    |
| Litva             | 0    | 1    |
| Lotyšsko          | 5    | 4    |
| Maďarsko          | 4    | 0    |
| Severní Makedonie | 2    | 0    |
| Moldavsko         | 2    | 3    |
| Německo           | 6    | 6    |
| Nizozemsko        | 1    | 0    |
| Norsko            | 6    | 6    |
| Nový Zéland       | 1    | 1    |
| Polsko            | 5    | 5    |

| Země               | Muži | Ženy |
| ------------------ | ---- | ---- |
| Rakousko           | 6    | 1    |
| Rumunsko           | 1    | 5    |
| Rusko              | 7    | 5    |
| Řecko              | 4    | 1    |
| Srbsko             | 4    | 0    |
| Slovensko          | 5    | 3    |
| Slovinsko          | 5    | 4    |
| Spojené království | 5    | 4    |
| Španělsko          | 1    | 1    |
| Švédsko            | 5    | 5    |
| Švýcarsko          | 5    | 1    |
| Ukrajina           | 6    | 6    |
| USA                | 5    | 5    |

## Medailisté

### Muži
| Disciplína                                | Zlato                                                                       | Výkon                                   | Stříbro                                                                    | Výkon                                             | Bronz                                                             | Výkon                                             |
| Vytrvalostní závod (20 km) detaily        | Ole Einar Bjørndalen (NOR)                                                  | 52:28,0 (0+0+2+1)                       | Christoph Stephan (GER)                                                    | 52:42,1 (1+0+0+0)                                 | Jakov Fak (CRO)                                                   | 52:45,1 (0+0+0+1)                                 |
| Sprint (10 km) detaily                    | Ole Einar Bjørndalen (NOR)                                                  | 24:16,5 (1+1)                           | Lars Berger (NOR)                                                          | 24:17,7 (1+1)                                     | Halvard Hanevold (NOR)                                            | 24:29,0 (0+0)                                     |
| Stíhací závod (12,5 km) detaily           | Ole Einar Bjørndalen (NOR)                                                  | 31:46,7 (0+2+0+2)                       | Maxim Čudov (RUS)                                                          | 32:28,4 (0+0+1+2)                                 | Alexander Os (NOR)                                                | 32:39,5 (0+0+2+1)                                 |
| Závod s hromadným startem (15 km) detaily | Dominik Landertinger (AUT)                                                  | 38:32,5 (2+0+0+1)                       | Christoph Sumann (AUT)                                                     | 38:41,4 (2+0+0+1)                                 | Ivan Čerezov (RUS)                                                | 38:46,4 (2+0+0+0)                                 |
| Štafeta (4×7,5 km) detaily                | NorskoEmil Hegle Svendsen Lars Berger Halvard Hanevold Ole Einar Bjørndalen | 1:08:04,1 (0+0 1+3) (0+0 0+0) (0+2 0+1) | RakouskoDaniel Mesotitsch Simon Eder Dominik Landertinger Christoph Sumann | 1:08:16,7 (0+0 0+1) (0+1 0+0) (0+1 0+2) (0+0 0+2) | NěmeckoMichael Rösch Christoph Stephan Arnd Peiffer Michael Greis | 1:08:36,8 (0+1 0+1) (0+1 0+3) (0+0 0+1) (0+1 0+2) |

### Ženy
| Disciplína                                  | Zlato                                                                      | Výkon                                             | Stříbro                                                                     | Výkon                                             | Bronz                                                                            | Výkon                                             |
| Vytrvalostní závod (15 km) detaily          | Kati Wilhelmová (GER)                                                      | 44:03,1 (0+1+0+0)                                 | Teja Gregorinová (SLO)                                                      | 44:42,6 (0+0+0+1)                                 | Tora Bergerová (NOR)                                                             | 44:49,6 (0+0+0+1)                                 |
| Sprint (7,5 km) detaily                     | Kati Wilhelmová (GER)                                                      | 21:11,1 (0+0)                                     | Simone Hauswaldová (GER)                                                    | 21:21,0 (0+0)                                     | Olga Zajcevová (RUS)                                                             | 21:38,2 (0+0)                                     |
| Stíhací závod (10 km) detaily               | Helena Jonnsonová (SWE)                                                    | 34:12,3 (2+0+0+0)                                 | Kati Wilhelmová (GER)                                                       | 34:30,6 (1+1+3+1)                                 | Olga Zajcevová (RUS)                                                             | 34:36,4 (0+3+1+2)                                 |
| Závod s hromadným startem (12,5 km) detaily | Olga Zajcevová (RUS)                                                       | 34:18,3 (0+0+1+1)                                 | Anastasia Kuzminová (SVK)                                                   | 34:25,8 (0+0+1+1)                                 | Helena Jonssonová (SWE)                                                          | 34:30,6 (0+0+1+1)                                 |
| Štafeta (4×6 km) detaily                    | RuskoSvětlana Slepcovová Anna Boulyginová Olga Medvedcevová Olga Zajcevová | 1:13:20,9 (0+2 0+0) (0+0 0+3) (0+1 0+2) (0+0 0+1) | NěmeckoMartina Becková Magdalena Neunerová Andrea Henkelová Kati Wilhelmová | 1:14:28,0 (0+1 0+1) (0+2 2+3) (0+1 0+1) (0+2 1+3) | FrancieMarie-Laure Brunetová Sylvie Becaertová Marie Dorinová Sandrine Baillyová | 1:14:40,4 (0+0 0+1) (0+2 0+3) (0+0 0+3) (0+1 1+3) |

### Smíšená štafeta
| Disciplína                               | Zlato                                                                          | Výkon                                   | Stříbro                                                                                  | Výkon                                             | Bronz                                                                 | Výkon                                             |
| Smíšená štafeta (2×6 + 2×7,5 km) detaily | FrancieMarie-Laure Brunetová Sylvie Becaertová Vincent Defrasne Simon Fourcade | 1:10:30,0 (0+0 0+1) (0+2 0+0) (0+0 0+2) | ŠvédskoHelena Jonssonová Anna Carin Olofssonová-Zideková David Ekholm Carl Johan Bergman | 1:10:36,2 (0+0 0+0) (0+0 0+1) (0+0 0+0) (0+0 0+2) | NěmeckoAndrea Henkelová Simone Hauswaldová Arnd Peiffer Michael Greis | 1:10:39,0 (0+0 0+2) (0+2 0+1) (0+0 0+2) (0+1 0+3) |

## Medailové pořadí

### Medailové pořadí zemí
| Pořadí | Země       | Zlato | Stříbro | Bronz | Celkově |
| ------ | ---------- | ----- | ------- | ----- | ------- |
| 1.     | Norsko     | 4     | 1       | 3     | 8       |
| 2.     | Německo    | 2     | 4       | 2     | 8       |
| 3.     | Rusko      | 2     | 1       | 3     | 6       |
| 4.     | Rakousko   | 1     | 2       | 0     | 3       |
| 5.     | Švédsko    | 1     | 1       | 1     | 3       |
| 6.     | Francie    | 1     | 0       | 1     | 2       |
| 7.     | Slovinsko  | 0     | 1       | 0     | 1       |
| 7.     | Slovensko  | 0     | 1       | 0     | 1       |
| 9.     | Chorvatsko | 0     | 0       | 1     | 1       |
|        | Celkem     | 11    | 11      | 11    | 33      |

### Individuální medailové pořadí
| Pořadí | Závodník                              | Zlato | Stříbro | Bronz | Celkově |
| ------ | ------------------------------------- | ----- | ------- | ----- | ------- |
| 1.     | Ole Einar Bjørndalen (NOR)            | 4     | 0       | 0     | 4       |
| 2.     | Kati Wilhelmová (GER)                 | 2     | 2       | 0     | 4       |
| 3.     | Olga Zajcevová (RUS)                  | 2     | 0       | 2     | 4       |
| 4.     | Helena Jonssonová (SWE)               | 1     | 1       | 1     | 3       |
| 5.     | Lars Berger (NOR)                     | 1     | 1       | 0     | 2       |
| 5.     | Dominik Landertinger (AUT)            | 1     | 1       | 0     | 2       |
| 7.     | Sylvie Becaertová (FRA)               | 1     | 0       | 1     | 2       |
| 7.     | Marie-Laure Brunetová (FRA)           | 1     | 0       | 1     | 2       |
| 7.     | Halvard Hanevold (NOR)                | 1     | 0       | 1     | 2       |
| 10.    | Vincent Defrasne (FRA)                | 1     | 0       | 0     | 1       |
| 10.    | Simon Fourcade (FRA)                  | 1     | 0       | 0     | 1       |
| 10.    | Emil Hegle Svendsen (NOR)             | 1     | 0       | 0     | 1       |
| 10.    | Anna Buliginová (RUS)                 | 1     | 0       | 0     | 1       |
| 10.    | Olga Medvedcevová (RUS)               | 1     | 0       | 0     | 1       |
| 10.    | Světlana Slepcovová (RUS)             | 1     | 0       | 0     | 1       |
| 16.    | Christoph Sumann (AUT)                | 0     | 2       | 0     | 2       |
| 17.    | Simone Hauswaldová (GER)              | 0     | 1       | 1     | 2       |
| 17.    | Andrea Henkelová (GER)                | 0     | 1       | 1     | 2       |
| 17.    | Christoph Stephan (GER)               | 0     | 1       | 1     | 2       |
| 20.    | Martina Becková (GER)                 | 0     | 1       | 0     | 1       |
| 20.    | Magdalena Neunerová (GER)             | 0     | 1       | 0     | 1       |
| 20.    | Simon Eder (AUT)                      | 0     | 1       | 0     | 1       |
| 20.    | Daniel Mesotitsch (AUT)               | 0     | 1       | 0     | 1       |
| 20.    | Maxim Čudov (RUS)                     | 0     | 1       | 0     | 1       |
| 20.    | Carl Johan Bergman (SWE)              | 0     | 1       | 0     | 1       |
| 20.    | David Ekholm (SWE)                    | 0     | 1       | 0     | 1       |
| 20.    | Anna Carin Olofssonová-Zideková (SWE) | 0     | 1       | 0     | 1       |
| 20.    | Anastasia Kuzminová (SVK)             | 0     | 1       | 0     | 1       |
| 20.    | Teja Gregorinová (SLO)                | 0     | 1       | 0     | 1       |
| 30.    | Michael Greis (GER)                   | 0     | 0       | 2     | 2       |
| 30.    | Arnd Peiffer (GER)                    | 0     | 0       | 2     | 2       |
| 32.    | Michael Rösch (GER)                   | 0     | 0       | 1     | 1       |
| 32.    | Sandrine Baillyová (FRA)              | 0     | 0       | 1     | 1       |
| 32.    | Marie Dorinová (FRA)                  | 0     | 0       | 1     | 1       |
| 32.    | Jakov Fak (CRO)                       | 0     | 0       | 1     | 1       |
| 32.    | Tora Bergerová (NOR)                  | 0     | 0       | 1     | 1       |
| 32.    | Alexander Os (NOR)                    | 0     | 0       | 1     | 1       |
| 32.    | Ivan Čerezov (RUS)                    | 0     | 0       | 1     | 1       |
|        | Celkem                                | 20    | 20      | 20    | 60      |

## Výsledky
| *  | Sportovec            | čas     | střelba |
| -- | -------------------- | ------- | ------- |
| 1  | Ole Einar Bjørndalen | 24:16.5 | 1-1     |
| 2  | Lars Berger          | +1.2    | 1-1     |
| 3  | Halvard Hanevold     | +12.5   | 0-0     |
| 4  | Alexander Os         | +24.6   | 1-0     |
| 5  | Maxim Tschudow       | +29.1   | 0-0     |
| 6  | Simon Fourcade       | +50.1   | 0-1     |
| 7  | Michael Greis        | +53.7   | 1-1     |
| 8  | Simon Eder           | +59.2   | 0-1     |
| 9  | Simon Hallenbarter   | +1:11.9 | 1-0     |
| 10 | Janez Marič          | +1:19.0 | 1-0     |
|    |                      |         |         |
| 32 | Michal Šlesingr      | +2:02.3 | 1-1     |
| 37 | Jaroslav Soukup      | +2:09.1 | 1-2     |
| 49 | Zdeněk Vítek         | +2:05.2 | 0-4     |
| 64 | Tomáš Holubec        | +3:37.6 | 2-1     |

| *  | Sportovec           | čas     | střelba |
| -- | ------------------- | ------- | ------- |
| 1  | Kati Wilhelmová     | 21:11.1 | 0-0     |
| 2  | Simone Hauswald     | +9.9    | 0-0     |
| 3  | Olga Zajcevová      | +27.1   | 0-0     |
| 4  | Anna Bulygina       | +53.3   | 0-0     |
| 5  | Helena Jonsson      | +54.7   | 1-0     |
| 6  | Andrea Henkelová    | +55.0   | 1-1     |
| 7  | Anastasia Kuzminová | +1:07.3 | 0-1     |
| 8  | Magdalena Neunerová | +1:08.5 | 2-1     |
| 9  | Volha Nazaraŭová    | +1:26.3 | 0-1     |
| 10 | Sandrine Bailly     | +1:27.0 | 1-0     |
|    |                     |         |         |
| 18 | Veronika Vítková    | +1:53.3 | 1-1     |
| 22 | Veronika Zvařičová  | +2:05.5 | 0-0     |
| 39 | Magda Rezlerová     | +2:31.3 | 1-2     |
| 70 | Zuzana Tryznová     | +3:55.2 | 1-3     |

Výsledky sprint muži
Výsledky sprint ženy
| *  | Sportovec            | čas     | střelba |
| -- | -------------------- | ------- | ------- |
| 1  | Ole Einar Bjørndalen | 31:46,7 | 0-2-0-2 |
| 2  | Maxim Tschudow       | +41,7   | 0-0-1-2 |
| 3  | Alexander Os         | +52,8   | 0-0-2-1 |
| 4  | Tomasz Sikora        | +1:33,4 | 0-0-2-1 |
| 5  | Lars Berger          | +1:52,9 | 2-3-1-2 |
| 6  | Halvard Hanevold     | +2:06,9 | 0-1-3-1 |
| 7  | Andrij Derysemlja    | +2:09,8 | 0-1-2-1 |
| 8  | Martin Fourcade      | +2:20,9 | 2-1-2-1 |
| 9  | Michael Rösch        | +2:29,2 | 0-1-2-1 |
| 10 | Simon Fourcade       | +2:31,7 | 2-1-2-1 |
|    |                      |         |         |
| 19 | Michal Šlesingr      | +4:06.5 | 1-2-1-1 |
| 28 | Zdeněk Vítek         | +4:35.5 | 0-0-4-1 |
| 48 | Jaroslav Soukup      | +6:15.6 | 2-3-2-0 |

| *  | Sportovec             | čas     | střelba |
| -- | --------------------- | ------- | ------- |
| 1  | Helena Jonsson        | 34:12,3 | 2-0-0-0 |
| 2  | Kati Wilhelmová       | +18,3   | 1-1-3-1 |
| 3  | Olga Zajcevová        | +24,1   | 0-3-1-2 |
| 4  | Kaisa Mäkäräinenová   | +36,9   | 1-0-1-0 |
| 5  | Darja Domračevová     | +39,1   | 1-0-1-0 |
| 6  | Martina Beck          | +46,7   | 0-0-1-1 |
| 7  | Marie-Laure Brunetová | +54,9   | 0-0-0-0 |
| 8  | Natalja Lewtschenkowa | +1:14,8 | 0-0-1-0 |
| 9  | Tora Bergerová        | +1:15,9 | 0-0-1-2 |
| 10 | Veronika Vítková      | +1:16,8 | 1-0-0-1 |
|    |                       |         |         |
| 34 | Magda Rezlerová       | +3:47.1 | 0-0-3-4 |
| 36 | Veronika Zvařičová    | +4:00.0 | 0-1-1-1 |

Výsledky stíhačka muži
Výsledky stíhačka ženy
| *  | Sportovec            | čas     | střelba |
| -- | -------------------- | ------- | ------- |
| 1  | Ole Einar Bjørndalen | 52:28,0 | 0-0-2-1 |
| 2  | Christoph Stephan    | + 14,1  | 1-0-0-0 |
| 3  | Jakov Fak            | + 17,1  | 0-0-0-1 |
| 4  | Simon Fourcade       | + 18,0  | 0-0-1-1 |
| 5  | David Ekholm         | + 26,3  | 0-1-0-0 |
| 6  | Dominik Landertinger | + 36,0  | 0-0-1-1 |
| 7  | Ivan Tscheresov      | + 37,8  | 0-0-0-1 |
| 8  | Andrij Derysemlja    | + 39,1  | 1-0-0-1 |
| 9  | Tomasz Sikora        | + 44,9  | 0-2-1-1 |
| 10 | Maxim Tschudov       | + 49,3  | 2-0-0-0 |
| 11 | Jaroslav Soukup      | +1:13.7 | 1-0-0-0 |
|    |                      |         |         |
| 15 | Roman Dostál         | +1:59.7 | 2-0-1-0 |
| 29 | Zdeněk Vítek         | +3:09.6 | 2-1-1-1 |
| 38 | Michal Šlesingr      | +3:51.9 | 0-2-1-1 |

| *   | Sportovec                       | čas     | střelba |
| --- | ------------------------------- | ------- | ------- |
| 1   | Kati Wilhelmová                 | 44:03,1 | 0+1+0+0 |
| 2   | Teja Gregorinová                | +39,5   | 0+0+0+1 |
| 3   | Tora Bergerová                  | +46,5   | 0+0+0+1 |
| 4   | Anna Carin Olofssonová-Zideková | +58,6   | 0+1+0+1 |
| 5   | Veronika Vítková                | +1:20,8 | 0+0+0+1 |
| 6   | Jelena Chrustaljova             | +1:29,3 | 0+0+0+0 |
| 7   | Éva Tófalvi                     | +1:29,9 | 0+0+1+0 |
| 8   | Helena Jonsson                  | +1:42,5 | 0+0+2+0 |
| 9   | Sandrine Bailly                 | +1:49,4 | 0+0+0+0 |
| 10  | Andrea Henkelová                | +1:51,1 | 0+2+0+1 |
|     |                                 |         |         |
| 56  | Magda Rezlerová                 | +6:53.9 | 0+2+2+2 |
| 74  | Zuzana Tryznová                 | +9:24.1 | 3+0+2+2 |
| DNF | Zdeňka Vejnarová                | -----   | 1+0+1+3 |

- Výsledky 20 km muži
- Výsledky 15 km ženy

| *  | Sportovec            | čas     | střelba |
| -- | -------------------- | ------- | ------- |
| 1  | Dominik Landertinger | 35:32,5 | 2-0-0-1 |
| 2  | Christoph Sumann     | +8,9    | 2-0-0-1 |
| 3  | Ivan Čerezov         | +13,9   | 2-0-0-0 |
| 4  | Ole Einar Bjørndalen | +21,1   | 1-0-0-2 |
| 5  | Michael Roesch       | +34,7   | 1-0-1-2 |
| 6  | Tomasz Sikora        | +36,5   | 1-2-0-2 |
| 7  | Maxim Tchoudov       | +45,9   | 1-0-2-1 |
| 8  | Simon Eder           | +50,6   | 1-0-0-1 |
| 9  | Simon Fourcade       | +52,8   | 2-1-0-0 |
| 10 | Christian De Lorenzi | +53,5   | 0-0-1-2 |

| *  | Sportovec             | čas     | střelba |
| -- | --------------------- | ------- | ------- |
| 1  | Olga Zaitsevová       | 34:18,3 | 0-0-1-1 |
| 2  | Anastasia Kuzminová   | +7.5    | 0-0-1-1 |
| 3  | Helena Ekholmová      | +12,3   | 0-0-1-1 |
| 4  | Vita Semerenková      | +34,6   | 0-0-0-0 |
| 5  | Andrea Henkelová      | +35,2   | 0-0-2-2 |
| 6  | Darja Domračevová     | +44,0   | 0-0-2-0 |
| 7  | Magdalena Neunerová   | +50,1   | 2-0-1-2 |
| 8  | Marie-Laure Brunetová | +51,8   | 0-1-0-1 |
| 9  | Olga Medvedtseva      | +53,7   | 0-1-2-0 |
| 10 | Veronika Vítková      | +56,4   | 0-1-1-0 |

| *  | Stát      | Sportovci                                                                         | čas       | střelba                         |
| -- | --------- | --------------------------------------------------------------------------------- | --------- | ------------------------------- |
| 1  | Norsko    | Emil Hegle Svendsen Lars Berger Halvard Hanevold Ole Einar Bjørndalen             | 1:08:04,1 | 0+0 1+3 0+0 1+3 0+0 0+0 0+2 0+1 |
| 2  | Rakousko  | Daniel Mesotitsch Simon Eder Dominik Landertinger Christoph Sumann                | +12,6     | 0+0 0+1 0+1 0+0 0+1 0+2 0+0 0+2 |
| 3  | Německo   | Michael Roesch Christoph Stephan Arnd Peiffer Michael Greis                       | +32,7     | 0+1 0+1 0+1 0+3 0+0 0+1 0+1 0+2 |
| 4  | Francie   | Vincent Jay Vincent Defrasne Martin Fourcade Simon Fourcade                       | +56,5     | 0+0 0+2 0+0 0+1 0+1 0+0 0+0 0+0 |
| 5  | Ukrajina  | Olexander Bilanenko Vyacheslav Derkach Andriy Deryzemlya Roman Pryma              | +1:14,7   | 0+1 0+1 0+0 0+0 0+1 0+1 0+2 0+0 |
| 6  | Rusko     | Jevgenij Usťugov Ivan Čerezov Maxim Maksimov Maxim Tchoudov                       | +1:41,9   | 0+1 1+3 0+0 0+1 0+2 0+2 0+0 0+1 |
| 7  | Itálie    | Christian De Lorenzi Rene Laurent Vuillermoz Christian Martinelli Markus Windisch | +2:09,3   | 0+1 1+3 0+1 0+2 0+0 0+0 0+1 0+2 |
| 8  | Švýcarsko | Ivan Joller Matthias Simmen Thomas Frei Simon Hallenbarter                        | +2:20,3   | 0+0 0+1 0+1 0+2 0+1 0+1 0+0 0+2 |
| 9  | Švédsko   | Magnus Jonsson Mattias Nilsson Björn Ferry Carl Johan Bergman                     | +3:11,3   | 0+0 1+3 0+2 1+3 0+1 0+2 0+0 0+1 |
| 10 | Česko     | Michal Šlesingr Zdeněk Vítek Roman Dostál Jaroslav Soukup                         | +3:11,4   | 0+0 0+0 0+0 1+3 0+2 2+3 0+0 0+2 |

| *  | Stát      | Sportovci                                                                         | čas       | střelba                         |
| -- | --------- | --------------------------------------------------------------------------------- | --------- | ------------------------------- |
| 1  | Rusko     | Světlana Slepcovová Anna Frolina Olga Medvedtseva Olga Zaitsevová                 | 1:13:12,9 | 0+2 0+0 0+0 0+3 0+1 0+2 0+0 0+1 |
| 2  | Německo   | Martina Beck Magdalena Neunerová Andrea Henkelová Kati Wilhelmová                 | +1:15,1   | 0+1 0+1 0+2 2+3 0+1 0+1 0+2 1+3 |
| 3  | Francie   | Marie-Laure Brunetová Sylvie Becaert Marie Dorinová Habertová Sandrine Bailly     | +1:27,5   | 0+0 0+1 0+2 0+3 0+0 0+3 0+1 1+3 |
| 4  | Bělorusko | Liudmila Kalinchik Darja Domračevová Volha Nazaraŭová Naděžda Skardinová          | +1:41,7   | 0+0 0+1 0+1 0+0 0+1 0+2 0+0 0+3 |
| 5  | Švédsko   | Sofia Domeij Helena Ekholmová Anna Carin Olofssonová-Zideková Anna Maria Nilsson  | +2:29,9   | 0+1 0+2 0+0 0+3 0+1 0+1 2+3 0+0 |
| 6  | Polsko    | Krystyna Guziková Magdalena Gwizdon Weronika Nowakowská-Ziemniaková Agnieszka Cyl | +2:55,8   | 0+3 0+1 0+0 3+3 0+0 1+3 0+1 0+1 |
| 7  | Čína      | Chunli Wang Xianying Liu Xue Dong Chaoqing Song                                   | +3:15,7   | 1+3 0+1 0+0 0+2 0+2 0+3 0+1 0+2 |
| 8  | Rumunsko  | Dana Plotogea Eva Tofalvi Michaela Purdea Alexandra Stoian                        | +5:02,1   | 0+0 2+3 0+3 1+3 0+2 0+0 0+3 0+0 |
| 9  | Kanada    | Megan Imrie Zina Kocher Sandra Keith Megan Tandy                                  | +5:20,8   | 0+2 0+3 0+0 0+3 0+1 0+2 0+2 0+2 |
| 10 | USA       | Lanny Barnes Haley Johnson Laura Spector Tracy Barnes                             | +5:29,5   | 0+0 0+2 0+2 0+3 0+2 0+1 0+0 0+0 |
|    |           |                                                                                   |           |                                 |
| 12 | Česko     | Veronika Vítková Zdeňka Vejnarová Veronika Zvařičová Zuzana Trýznová              | +7:23,9   | 0+1 0+2 0+0 3+3 0+1 0+3 0+1 3+3 |

### Štafeta 2 x 6 km + 2 x 7,5 km mix
| *  | Stát      | Sportovci                                                                      | Čas       | Střelba                         |
| -- | --------- | ------------------------------------------------------------------------------ | --------- | ------------------------------- |
| 1  | Francie   | Marie-Laure Brunetová Sylvie Becaert Vincent Defrasne Simon Fourcade           | 1:10:30,0 | 0+0 0+1 0+2 0+0 0+0 0+2         |
| 2  | Švédsko   | Helena Jonsson Anna Carin Olofssonová-Zideková David Ekholm Carl Johan Bergman | +6,2      | 0+0 0+0 0+0 0+1 0+0 0+0 0+0 0+2 |
| 3  | Německo   | Andrea Henkelová Simone Hauswald Arnd Peiffer Michael Greis                    | +9,0      | 0+0 0+2 0+2 0+1 0+0 0+2 0+1 0+3 |
| 4  | Norsko    | Tora Bergerová Anne Ingstadbjørg Lars Berger Ole Einar Bjørndalen              | +52,7     | 0+0 0+0 0+2 1+3 0+0 0+2 0+1 0+2 |
| 5  | Rusko     | Swetlana Slepzowa Olga Saizewa-Augustin Iwan Tscheresow Maxim Tschudow         | +1:09,5   | 0+2 0+1 0+1 0+2 0+1 0+1         |
| 6  | Finsko    | Kaisa Mäkäräinenová Mari Laukkanenová Paavo Puurunen Timo Antila               | +1:13,6   | 0+0 0+0 0+0 0+1 0+2 0+2         |
| 7  | Itálie    | Michela Ponzaová Katja Haller Christian de Lorenzi Markus Windisch             | +1:29,7   | 0+0 0+1 0+1 0+1 0+1 0+3 1+3 0+1 |
| 8  | Polsko    | Agnieszka Grzybek Weronika Nowakowska Krzysztof Pływaczyk Tomasz Sikora        | +1:36,2   | 0+1 0+0 0+1 0+2 0+2 0+1 0+0 0+0 |
| 9  | Bělorusko | Wolha Nasarawa Darja Domračevová Rustam Waliullin Sjarhej Nowikau              | +2:03,0   | 0+0 0+2 0+2 0+2 0+1 0+1 0+0 0+0 |
| 10 | Slovensko | Anastasia Kuzminová Martina Halinárová Pavol Hurajt Dušan Šimočko              | +2:05,5   | 0+1 0+1 0+0 0+2 0+1 0+0 0+1 0+1 |
|    |           |                                                                                |           |                                 |
| 17 | Česko     | Magda Rezlerová Zdeňka Vejnarová Roman Dostál Zdeněk Vítek                     | +5:41.4   | 0+1 1+3 0+0 0+1 0+1 0+1 0+1 3+3 |